# 行列商法
行列商法（ぎょうれつしょうほう）とは、人間の心理効果を利用し、意図的に店頭に行列を作ることにより、その店の商品、サービスが人気があると錯覚させ購買意欲を煽り、購入させようとする悪徳商法である。

## 概要
この商法は、本来は行列になるほど客数が多くない状態であっても、わざとレジの数を減らしたり、店内に客を入れないようにして店の外に並ばせたり、サクラをアルバイトで雇って並ばせるなどの手口がある。また、その状態をメディアが報道することもある 。